# 保罗·戴维斯
保罗·查尔斯·威廉·戴维斯，AM，（英語：Paul Charles William Davies，1946年4月22日—），英国物理学家、作家，亞利桑那州立大學教授。

## 代表作
- 1983年，《上帝与新物理学》（God and the New Physics）
- 1986年，《原子中的幽灵》（The Ghost in the Atom，与朱利安·R·布朗合著）
- 1991年，《物质神话：挑战人类宇宙观的大发现》（The Matter Myth，与约翰·格里宾合著）
- 1992年，《神的心灵：理性世界的科学基础》（The Mind of God: Scientific Basis for a Rational World）
- 1994年，《宇宙的最后三分钟》（The Last Three Minutes）
- 1995年，《我们是惟一的吗？》（Are We Alone?）
- 1995年，《关于时间：爱因斯坦未完成的革命（英语：About Time (book)）》（About Time: Einstein's Unfinished Revolution）
- 1998年，《第五项奇迹：生命起源之探索》（The Fifth Miracle: The Search for the Origin and Meaning of Life）
- 2005年，《宇宙极问：量子、信息和宇宙》（Science and Ultimate Reality: Quantum Theory, Cosmology and Complexity，与约翰·D·巴罗、小查尔斯·哈勃合著）
- 2019年，《生命与新物理学》（The Demon in the Machine），也译作《信息、生命与物理学：关于“生命是什么？”的全新解答》
- 2021年，《谁会吃掉我们的宇宙？从牛顿到爱因斯坦再到霍金的30个“天问”》（What's Eating the Universe? And Other Cosmic Questions）